# Nicolai Ghiaurov
Nikolai Gueòrguiev Guiaúrov, búlgar: Николай Георгиев Гяуров, conegut habitualment com a Nicolai Ghiaurov   (Velingrad, 13 de setembre de 1929 - Mòdena, 2 de juny de 2004) fou un baix-baríton búlgar.

## Biografia
Nasqué al poblet de Velingrad, al sud de Bulgària, el 13 de setembre de 1929. Estudià música a Sofia i a Moscou. Debutà en 1955 en el paper de Don Basilio, en l'obra de El Barber de Sevilla de Rossini, un dels seus papers més estimats. Des de 1957 ha treballat en l'Òpera de l'Estat de Viena i el Bolxoi de Moscou. Des de 1959 cantà a la Scala de Milà i des de 1965 en el Metropolitan de Nova York.
Fou un habitual del Teatre de l'Òpera de Zúric (Suïssa). Va aconseguir molts èxits en totes les grans òperes mundials. Fou considerat un dels millors baixos de la història. Tenia una veu rotunda, modelable, amb un preciós vibrato i un timbre vellutat.
S'especialitzà en Gounod, Mozart, Puccini, Verdi, i Rossini. Ha cantant amb els millors cantants d'òpera de la posguerra i l'actualitat com Luciano Pavarotti, Plácido Domingo, Maria Callas, Montserrat Caballé, Carlos Chausson, Reinaldo Macías, Manuel Lanza, Vesselina Kasarova, Ernesto Gavazzi, Franco Corelli, Joan Sutherland, Giulietta Simionato, Fiorenza Cossotto, Elizabeth Rae Magnuson, etc.
Es casà en 1978 amb la gran soprano italiana Mirella Freni. Era amic íntim de Pavarotti.
Morí el 2 de juny de 2004 en un hospital de Mòdena (Italia) d'un atac al cor, després d'estar tres setmanes ingressat.